# 제17회 홍콩 영화 금상장
제17회 홍콩 영화 금상장은 1998년 4월 26일에 열린 시상식이다.

## 수상 및 후보

### 작품상
- 메이드 인 홍콩 - 유덕화 수상
- 송가황조 - 오사원
- 화급 - 방일화
- 영웅신탐 - 임영동
- 해피 투게더 - 왕가위

### 감독상
- 메이드 인 홍콩 - 프룻 첸 수상
- 화급 - 두기봉
- 송가황조 - 장완정
- 영웅신탐 - 임영동
- 해피 투게더 - 왕가위

### 각본상
- The Mad Phoenix - 두국위 수상
- 송가황조 - 나계예
- 흑금 - Johnny Mak
- 넘버 원이 되는 법 - 추개광
- 메이드 인 홍콩 - 프룻 첸

### 남우주연상
- 해피 투게더 - 양조위 수상
- 해피 투게더 - 장국영
- 영웅신탐 - 유청운
- 흑금 - 양가휘
- The Mad Phoenix - 사군호

### 여우주연상
- 송가황조 - 장만옥 수상
- 흑금 - 손가군
- 비일선애정소설 - 서기
- 반생연 - 오천련
- 자소 - 류자링

### 남우조연상
- 송가황조 - 강문 수상
- 해피 투게더 - 장첸
- 열혈최강 - 증지위
- The Mad Phoenix - 반찬량
- 키친 - 나가영

### 여우조연상
- 반생연 - 매염방 수상
- 송가황조 - 금연령
- 자소 - 이기홍
- 신투첩영 - 이기홍
- 송가황조 - 양자경

### 신인상
- 메이드 인 홍콩 - 이찬삼 수상
- 화급 - 황탁령
- 구연기 - 장신열
- 신투첩영 - 왕합희
- 빅 대디 - 임보린

### 촬영상
- 송가황조 - 황악태 수상
- 넘버 원이 되는 법 - Wing-hang Wong
- 신투첩영 - 장문보
- 반생연 - 리판빙
- 해피 투게더 - 크리스토퍼 도일

### 편집상
- 화급 - 황영명 수상
- 영웅신탐 - 맥지선 외
- 메이드 인 홍콩 - 프룻 첸
- 신투첩영 - 진지량 외
- 해피 투게더 - 장숙평

### 미술상
- 송가황조 - 마판차오 수상
- 흑금 - King Man Lee
- 신투첩영 - 마판차오
- 반생연 - 여가안
- 해피 투게더 - 장숙평

### 의상&메이크업상
- 송가황조 - 와다 에미 수상
- 캘리포니아 - 장세굉
- 신투첩영 - 오리로
- 해피 투게더 - 장숙평
- 반생연 - 막균걸

### 무술감독상
- 신투첩영 - 동위 수상
- 흑금 - 원빈
- 화급 - 원빈
- 황비홍 6 - 서역웅사 - 홍금보
- 나이스 가이 - 성가반 외

### 영화음악상
- 송가황조
- 넘버 원이 되는 법
- 첫사랑
- 반생연
- 신투첩영

### 주제가상
- 구연기
- 반생연
- 흑금
- 고혹자 4 - 전무불승
- 키친

### 음향효과상
- 화급
- 흑금
- 영웅신탐
- 신투첩영
- 송가황조